# Gare de Mino-Ōta
La gare de Mino-Ōta (美濃太田駅, Mino-Ōta-eki) est une gare ferroviaire de la ville de Minokamo, dans la préfecture de Gifu au Japon. Elle est exploitée par les compagnies JR Central et Nagaragawa Railway.

## Situation ferroviaire
La gare de Mino-Ōta est située au point kilométrique (PK) 27,3 de la ligne principale Takayama. Elle marque le début de la ligne Etsumi-Nan et la fin de la ligne Taita.

## Historique
La gare de Mino-Ōta a été inaugurée le 22 novembre 1921.

## Service des voyageurs

### Accueil
La gare dispose d'un bâtiment voyageurs, avec guichets, ouvert tous les jours.

### Desserte

#### JR Central
- Ligne principale Takayama :
  - voies 1 et 2 : direction Gifu
  - voies 3 et 4 : direction Gero, Takayama et Toyama
- Ligne Taita :
  - voies 1 à 4 : direction Tajimi

#### Nagaragawa Railway
- Ligne Etsumi-Nan :
  - direction Hokunō